# 三島憲一
三島 憲一（みしま けんいち、1942年11月11日 - ）は、日本のドイツ哲学者。大阪大学名誉教授、ベルリン自由大学名誉博士。

## 略歴
1942年、東京府生まれ。栄光学園高等学校卒、1965年東京大学教養学部教養学科ドイツ分科卒業。同大学院比較文学比較文化専攻博士課程中退。
1968年、千葉大学専任講師、1973年より助教授。1975年、東京大学教養学部助教授、1987年、学習院大学教授、1991年、大阪大学人間科学部教授。2002年よりフランクフルト大学社会研究所国際理事会理事。2004年、定年退職。退職後は東京経済大学の教授を務め、2013年定年退任した。
2010年に、『ベンヤミン:破壊・収集・記憶』によって大阪大学より博士（人間科学）の学位を授与される。2011年、ベルリン自由大学から名誉博士号を与えられる。

## 研究内容・業績
ニーチェ研究者として出発したが、以後、現代ドイツ政治に対する哲学的検討に移行する。

## その他活動
日本による対韓輸出優遇撤廃に反対する、＜声明＞「韓国は「敵」なのか」呼びかけ人の1人。

## 受賞・栄典
- 1987年：フィリップ・フランツ・フォン・ジーボルト賞受賞
- 2001年：オイゲン・ウント・イルゼ・ザイボルト賞受賞。

## 著書
- 『ニーチェ』岩波新書、1987年
- 『近代をどうとらえるか』河合ブックレット、1989年
- 『ニーチェとその影　芸術と批判のあいだ』未來社、1990年、講談社学術文庫、1997年
- 『戦後ドイツ その知的歴史』岩波新書、1991年
- 『文化とレイシズム　統一ドイツの知的風土』岩波書店、1996年
- 『ベンヤミン 破壊・収集・記憶』講談社「現代思想の冒険者たち09」、1998年、講談社学術文庫、2010年、岩波現代文庫、2019年
- 『現代ドイツ 統一後の知的軌跡』岩波新書、2006年
- 『ニーチェ以後 思想史の呪縛を超えて』岩波書店、2011年
- 『ニーチェかく語りき』岩波現代文庫、2016年

### 編集
- 『ドイツの言語文化:自己省察の歴史』辻瑆共編著 放送大学教育振興会、1986年
- 『ハーバーマスと現代』藤原保信、木前利秋共編著  新評論、1987年
- 『ニーチェ事典』大石紀一郎、大貫敦子、高橋順一、木前利秋共編著 弘文堂、1995年
- 『転換期の文学』木下康光共編著 ミネルヴァ書房、1999年
- 氷上英廣『ニーチェの顔　他十三篇』岩波文庫、2019年

### 翻訳
- ヘルマン・ラウシュニング『ニヒリズムの革命』菊盛英夫共訳 筑摩書房・筑摩叢書、1972年、復刊1985年
- アイブル・アイベスフェルト『戦争と平和　その行動学的研究』鈴木直共訳 思索社、1978年
- フリードリヒ・ニーチェ『全集 遺された断想 (1881年春-82年夏)』白水社、1981年
- フリードリヒ・ニーチェ『全集 遺された断想 (1885年秋-87年秋)』白水社、1984年
- ヤン・ベルクほか『ドイツ文学の社会史 1918年から現代まで』山本尤、保坂一夫、鈴木直共訳、法政大学出版局 叢書・ウニベルシタス 1989年
- フィリップ・フォルジェ編『テクストと解釈』轡田収ら共訳 産業図書、1990年
- ユルゲン・ハーバーマス『近代の哲学的ディスクルス』岩波書店、1990年、岩波モダンクラシックス、1999年
- コンラート・ローレンツ『生命は学習なり　わが学問を語る』思索社、1990年
- ユルゲン・ハーバーマス『道徳意識とコミュニケーション行為』中野敏男・木前利秋共訳、岩波書店、1991年、岩波モダンクラシックス、2000年
- ユルゲン・ハーバーマス『遅ればせの革命』岩波書店、1992年
- テオドール・アドルノ『否定弁証法』木田元・渡辺祐邦・須田朗・徳永恂・宮武昭共訳、作品社、1996年
- エンゲルハルト・ヴァイグル『啓蒙の都市周遊』宮田敦子共訳、岩波書店、1997年
- ゲッツ・アリー『最終解決　民族移動とヨーロッパのユダヤ人殺害』山本尤共訳、叢書ウニベルシタス・法政大学出版局、1998年
- ユルゲン・ハーバーマス『近代未　完のプロジェクト』岩波現代文庫、2001年
- ゲオルク・フォルスター『世界周航記』山本尤共訳 岩波書店「17・18世紀大旅行記叢書」 2002年-2003年
- カール・マルクス『資本論 第1巻〈上・下〉』今村仁司・鈴木直共訳。第1巻のみの訳

「マルクス・コレクション」筑摩書房、2005年。ちくま学芸文庫、2024年
- カール・レーヴィット『ヘーゲルからニーチェへ』岩波文庫（上・下）、2016年
- 『ヴァルター・ベンヤミン=グレーテル・アドルノ 往復書簡』伊藤白・鈴木直共訳、みすず書房、2017年
- ハーバーマス『ヨーロッパ憲法論』速水淑子共訳、叢書・ウニベルシタス 法政大学出版局、2019年
- ハーバーマス『デモクラシーか資本主義か　危機のなかのヨーロッパ』編訳、岩波現代文庫、2019年
- ハーバーマス「道徳性と人倫の関係についていまいちど」『思想』2021年11月号、2021年

## 参考
- “東京経済大学 教員紹介 三島憲一”. 2013年7月25日時点のオリジナルよりアーカイブ。2021年12月29日閲覧。
- デジタル版日本人名大事典『三島憲一』 - コトバンク